# ホドリゴ・フェハンチ・タッデイ
ホドリゴ・フェハンチ・タッデイ（Rodrigo Ferrante Taddei、1980年3月6日 - ）はブラジル・サンパウロ州サンパウロ出身の元サッカー選手。ポジションはミッドフィールダー。

## 経歴
2000年にブラジルのパルメイラスでプロサッカー選手としてのキャリアをスタートした。2002年9月にイタリアのセリエBに属していたシエナに移籍すると、初年度の2002-03シーズンにセリエB優勝を経験。セリエAに舞台を移した続く2シーズンもシエナでプレーしたのち、2005年6月3日にフリーでローマと5年契約を結んだ。
2005年8月28日のレッジーナとの試合でローマでのデビューを飾ると、この2005-06シーズンから新たに就任したルチアーノ・スパレッティ監督がゼロトップシステムを採用する中で、右サイドハーフの主力としてチームを支えた。その後も、両サイドハーフや両サイドバック、インサイドハーフなど様々なポジションをこなせる選手として、2013-14シーズンいっぱいまで9シーズンに渡りローマに在籍し、コッパ・イタリアで2度の優勝、4度の準優勝、またセリエAで4度の2位などを経験した。
2014年7月21日にはセリエBのペルージャと契約。2年後の2016年7月に同クラブとの契約が終了した。

## エピソード
- 2006年10月18日に行われたUEFAチャンピオンズリーググループステージのオリンピアコス戦で、右足で持ったボールを軸足の左足の後ろを通して対峙選手をかわすと見せかけ、そのままラボーナのように同じ右足でボールを左足の前を通し、相手を右にかわすというボールコントロールを披露した。これは当時のルチアーノ・スパレッティ監督のアシスタントの1人であるアウレリオ・アンドレアッツォーリから発破をかけられて実行してみせたということから、この技に「アウレリオ」の名前が付けられた[8]。
- 2008年3月19日のアウェイでのラツィオとのローマダービーで、ラツィオのヴァロン・ベーラミが自陣ペナルティーエリア内でクリアしたボールが、走りこんでいたタッデイの左肩に跳ね返ってゴールネットに収まりローマの得点となった[9]。

## タイトル
シエナ
- セリエB：1 (2002-2003)

ASローマ
- コッパ・イタリア：2 (2006-07, 2007-08)
- スーペルコッパ・イタリアーナ：1 (2007)